# Elżbieta Komarnicka
Elżbieta Komarnicka (ur. w Wilczukach koło Wołkowyska) – polska tłumaczka języka hiszpańskiego.

## Życiorys
Absolwentka studiów prawniczych Uniwersytetu Marii Curie-Skłodowskiej. Języka hiszpańskiego uczyła się prywatnie. W 1984 roku ukończyła kurs literatury i kultury Meksyku na Narodowym Uniwersytecie Autonomicznym Meksyku. Rok później została pierwszą przewodniczącą Warszawskiego Oddziału Hispanistów Polskich. Początkowo zajmowała się tłumaczeniem konsekutywnym i symultanicznym, po czym skupiła się na przekładach literatury hiszpańskojęzycznej. Jej tłumaczenia publikowały takie wydawnictwa, jak Wydawnictwo Literackie, Państwowy Instytut Wydawniczy czy Muza, a także czasopisma, w tym „Literatura na Świecie”, na łamach której ukazały się eseje Jorge Luisa Borgesa w jej przekładzie. Wraz z mężem i synem utworzyła Słownik terminologii prawniczej.
Jej przekład powieści Mazurek dla dwóch nieboszczyków autorstwa Camila José Celi został wyróżniony jednogłośnie przyznaną Nagrodą „Literatury na Świecie” za najlepsze tłumaczenie roku 1990, zaś za jej tłumaczenie Ogonów jaszczurki Juana Marsé przyznano Komarnickiej nagrodę Instytutu Cervantesa za najlepsze tłumaczenie prozy hiszpańskojęzycznej w 2003 roku (ex aequo z Carlosem Marrodánem).
Należy do Stowarzyszenia Pisarzy Polskich oraz Związku Artystów Plastyków „Sztuka Użytkowa”.

## Przekłady
- José Donoso, Moja osobista historia boomu, 1977
- Samuel Feijóo, Sirindingo Pisingolo, 1982
- Demetrio Aguilera Malta, Don Goyo, 1983
- Miguel Delibes, Niewinni Święci, 1988
- Egon Wolff, Papierowe Kwiaty, 1988
- Camilo José Cela, Mazurek dla dwóch nieboszczyków, 1990
- Octavio Paz, Pochmurno, 1990
- Laura Esquivel, Przepiórki w płatkach róży, 1995
- Luis Sepúlveda, O starym człowieku, co czytał romanse, 1997
- Isabel Allende, Paula, 1998
- Carlos Fuentes, Lata z Laurą Díaz, 2001
- Marcela Serrano, Meksykańska szarada, 2002
- Guadalupe Loaeza, Kupuję, więc jestem, 2002
- Juan Marsé, Ogony jaszczurki, 2003
- Marina Mayoral, Jedno drzewo, jedno pożegnanie, 2005
- Marina Mayoral, W cieniu magnolii, 2005
- Ángela Becerra, Przedostatnie marzenie, 2007
- Marina Mayoral, Prawie doskonała, 2009
- Ángeles Mastretta, Wydrzyj mi serce, 2010
- Francesc Miralles, Miłość przez małe m, 2010[1]